# Diriá
Diriá /Dirian, ="people of the hills"/, ogranak Mangue Indijanaca, porodica Manguean nekada naseljeno u Nikaragvi između jezera Nicaragua, rijeke Tipitapa, južne obale jezera Managua i pacifičkog oceana. Njihova glavna naselja nalazila su se na mjestima današnjih gradova Granada, Masaya i Managua, a nazivala su se Tipitapa, Diriomo i Diriamba. Nestali su, a jezik je izumro.